# 二重被爆 (ドキュメンタリー映画)
『二重被爆』（にじゅうひばく）は、二重被爆者を扱う2006年のドキュメンタリー映画。
2011年には、2010年1月に亡くなった山口彊の晩年の活動を記録した続編『二重被爆〜語り部・山口疆の遺言』（にじゅうひばく かたりべ やまぐちつとむのゆいごん）が製作された。